# Richard Boyd
Pour les articles homonymes, voir Boyd.
Richard Newell Boyd, né le 19 mai 1942 à Washington, D.C. et mort le 20 février 2021,, est un philosophe américain. 
Après avoir obtenu son Ph.D. du MIT en 1970, il passe l'essentiel de sa carrière à l'université Cornell bien qu'il ait aussi brièvement enseigné à l'université Harvard, l'université du Michigan à Ann Arbor et à l'université de Californie à Berkeley. Il a été professeur invité à l'université de Canterbury à Christchurch en Nouvelle-Zélande et à l'université de Melbourne en Australie.
Il est coauteur du livre The Philosophy of Science  (ISBN 0-262-52156-3) utilisé dans les cours de philosophie des premier et deuxième cycles. La thèse de doctorat de Boyd sous la direction de Hilary Putnam est intitulée A recursion-theoretic characterization of the ramified analytical hierarchy.
Il est surtout connu pour ses arguments en faveur du réalisme scientifique et du réalisme moral.

## Source de la traduction
- (en) Cet article est partiellement ou en totalité issu de l’article de Wikipédia en anglais intitulé « Richard Boyd » (voir la liste des auteurs).